# Jakob von Taubenheim

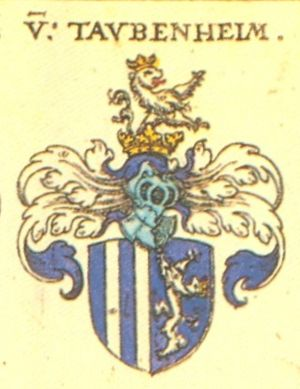
Wappen der Familie von Taubenheim

Jakob von Taubenheim († nach 1538) war ein Ritter und Doktor der Rechte in Diensten des Landgrafen Philipp von Hessen, der dem Landgrafen als Soldat, Rat und Gesandter diente.
Taubenheim ist erstmals bekundet als Teilnehmer der Schlacht bei Frankenhausen und der nachfolgenden Eroberung Frankenhausens am 15. Mai 1525, als Thomas Müntzers Bauernheer von Truppen Philipps und des Herzogs Georg von Sachsen und Landsknechten des Grafen Ernst von Mansfeld vernichtet wurde.
Im September 1529 ist er erneut bekundet, als er im Auftrage des Landgrafen den Zürcher Reformator Ulrich Zwingli mit einem Trupp hessischer Reiter von Meisenheim, wo seine Leute eine Begleitmannschaft des Pfalzgrafen Ludwig II. von Zweibrücken ablösten, nach Marburg eskortierte, damit Zwingli dort auf Einladung Philipps mit Martin Luther im Marburger Religionsgespräch disputieren konnte.
1533 war er einer der drei hessischen Räte, die von Landgraf Philipp nach Münster entsandt wurden und dort eine Einigung zwischen dem neuen Bischof Franz von Waldeck und der Stadtbevölkerung vermittelten, den „Dülmener Vertrag“ vom 14. Februar 1533, der der Stadt die Glaubensfreiheit gab.
Ein Jahr später, 1534, war er als Gesandter des Landgrafen Philipp monatelang in Verhandlungen mit dem Mainzer Erzbischof Albrecht von Brandenburg verwickelt. Zweck der Gesandtschaft war es, den Erzbischof im Vorfeld des hessischen Feldzugs gegen den habsburgischen Statthalter von Württemberg, den Pfalzgrafen Philipp, davon zu überzeugen, dass die hessischen Kriegsvorbereitungen nicht gegen König Ferdinand gerichtet waren. Noch bis 1538 ist beurkundet, dass Taubenheim vielfach in diplomatischer Mission für den Landgrafen unterwegs war.
Als die Herren von Elben im Jahre 1535 mit Konrad (Kurt) von Elben im Mannesstamm ausstarben, kam die bisher von denen von Elben als Lehen des Stifts St. Alban vor Mainz gehaltene Elber Mark mit dem Schloss Elberberg an Jakob von Taubenheim. Dies führte zu Protesten von Seiten der Erben des letzten Herren von Elben, die aber schon 1537 bereinigt wurden; die Elber Mark kam nunmehr in Ganerbschaft an die Herren von Boyneburg genannt von Hohenstein und die Herren von Buttlar.